# Qiao Yanmin
Qiao Yanmin és una esportista xinesa que va competir en judo, guanyadora d'una medalla de plata als Jocs Asiàtics de 1994, i dues medalles d'or al Campionat Asiàtic de Judo de 1991.

## Palmarès internacional
| Jocs Asiàtics     | Jocs Asiàtics     | Jocs Asiàtics | Jocs Asiàtics |
| Any               | Lloc              | Medalla       | Categoria     |
| ----------------- | ----------------- | ------------- | ------------- |
| 1994              | Hiroshima ( Japó) | 2             | Oberta        |
| Campionat Asiàtic |                   |               |               |
| Any               | Lloc              | Medalla       | Categoria     |
| 1991              | Osaka ( Japó)     | 1             | +72 kg        |
| 1991              | Osaka ( Japó)     | 1             | Oberta        |